# Mitar Mrkela
Mitar Mrkela (Belgrád, 1965. július 10. –) olimpiai bronzérmes jugoszláv válogatott szerb labdarúgó, középpályás.

## Pályafutása

### Klubcsapatban
1981 és 1983 között az OFK Beograd, 1983 és 1990 között a Crvena zvezda labdarúgója volt. A Crvenával négy jugoszláv bajnoki címet és két kupagyőzelmet szerzett. 1990 és 1992 között a holland FC Twente, 1992–93-ban a török Beşiktaş, 1993–94-ben a holland SC Cambuur csapatában szerepelt.

### A válogatottban
1982 és 1986 között öt alkalommal szerepelt a jugoszláv válogatottban és egy gólt szerzett. Az 1984-es Los Angeles-i olimpián bronzérmet szerzett a csapattal.

## Sikerei, díjai
Jugoszlávia
- Olimpiai játékok
  - bronzérmes: 1984, Los Angeles

 Crvena zvezda
- Jugoszláv bajnokság
  - bajnok (4): 1983–84, 1987–88, 1989–90, 1990–91
- Jugoszláv kupa
  - győztes (2): 1985, 1990